# Remungol
Remungol (bret. Remengol) – miejscowość i dawna gmina we Francji, w regionie Bretania, w departamencie Morbihan. W 2013 roku jej populacja wynosiła 978 mieszkańców. 
W dniu 1 stycznia 2016 roku z połączenia trzech ówczesnych gmin – Moustoir-Remungol, Naizin oraz Remungol – powstała nowa gmina Évellys. Siedzibą gminy została miejscowość Naizin. 